# Ostrava Open 1997 - Qualificazioni doppio
Le qualificazioni del doppio  dell'Ostrava Open 1997 sono state un torneo di tennis preliminare per accedere alla fase finale della manifestazione. I vincitori dell'ultimo turno sono entrati di diritto nel tabellone principale. In caso di ritiro di uno o più giocatori aventi diritto a questi sono subentrati i lucky loser, ossia i giocatori che hanno perso nell'ultimo turno ma che avevano una classifica più alta rispetto agli altri partecipanti che avevano comunque perso nel turno finale.
Le qualificazioni del doppio del torneo Ostrava Open 1997 prevedevano 4 coppie partecipanti di cui una è entrata nel tabellone principale.

## Teste di serie
1. Danny Sapsford /  Chris Wilkinson (Qualificati)

1. Petr Pála /  Radek Štěpánek (primo turno)

## Qualificati
1. Danny Sapsford  /   Chris Wilkinson

## Tabellone

### Legenda
| - Q = Qualificato - WC = Wild card - LL = Lucky loser | - ALT = Alternate - SE = Special Exempt - PR = Protected Ranking | - w/o = Walkover - r = Ritirato - d = Squalificato |

|  | Primo turno | Primo turno                    | Primo turno                    | Primo turno | Primo turno |  |  | Ultimo turno | Ultimo turno                   | Ultimo turno                   | Ultimo turno | Ultimo turno |  |
|  |             |                                |                                |             |             |  |  |              |                                |                                |              |              |  |
|  | 1           | Danny Sapsford Chris Wilkinson | Danny Sapsford Chris Wilkinson | 6           | 6           |  |  |              |                                |                                |              |              |  |
|  |             | Petr Kralert Martin Štěpánek   | Petr Kralert Martin Štěpánek   | 2           | 1           |  |  | 1            | Danny Sapsford Chris Wilkinson | Danny Sapsford Chris Wilkinson | 6            | 6            |  |
|  |             | Rene Hanak Tomáš Krupa         | 4                              | 6           | 7           |  |  |              | Rene Hanak Tomáš Krupa         | Rene Hanak Tomáš Krupa         | 3            | 4            |  |
|  | 2           | Petr Pála Radek Štěpánek       | 6                              | 3           | 6           |  |  |              |                                |                                |              |              |  |